# بيلي بارون
بيلي بارون (بالإنجليزية: Billy Baron)‏ مواليد 11 ديسمبر 1990 في ألتونا، هو لاعب كرة سلة أمريكي. بدأ مسيرته الاحترافية في سنة 2014. يلعب مع سي بي مورسيا كلاعب هجوم خلفي. يحمل الرقم 12. يبلغ طوله 6 قدم 2 بوصة (1.9 م).

## المسيرة الاحترافية
لعب مع ليتوفوس رايتس في موسم 2014–2015، ثم لعب مع سبيرو شارلوروا في موسم 2015–2016، ثم لعب مع سي بي مورسيا في الدوري الإسباني في سنة 2016.

## روابط خارجية
- بيلي بارون على موقع الاتحاد الدولي لكرة السلة (الإنجليزية)
- بيلي بارون على موقع الدوري الأوروبي لكرة السلة (الإنجليزية)
- بيلي بارون على موقع الدوري الإسباني لكرة السلة (الإسبانية)
- بيلي بارون على موقع كرة السلة الأوروبية.كوم (الإنجليزية)
- بيلي بارون على موقع كلية كرة السلة في سبورتس رفرنس.كوم (الإنجليزية)
- بيلي بارون على موقع ريلجم (الإنجليزية)
- بيلي بارون على موقع بروبوليرز (الإنجليزية)
- بيلي بارون على موقع سبورتس رفرنس (الإنجليزية)